# Polizeiruf 110: Der Schweigsame
Der Schweigsame ist ein deutscher Kriminalfilm von Peter Vogel aus dem Jahr 1981. Der Fernsehfilm erschien als 74. Folge der Filmreihe Polizeiruf 110.

## Handlung
Oberleutnant Jürgen Hübner und Oberleutnant Manfred Bergmann werden mit einem Einbruch in ein Warenlager konfrontiert, bei dem drei wertvolle Import-Elektrogeräte gestohlen wurden. Im Fluchtwagen finden sich verschiedene Spuren, die auf eine Gruppe jugendlicher Täter schließen lassen. Sie stehen in Verbindung zu Arnold Feldmann, genannt „Nolle“. Der ist den Ermittlern kein Unbekannter, da er vor kurzer Zeit aus dem Gefängnis entlassen worden ist.
Nolle steht eines Tages vor der Tür von Udo Walter, mit dem er im Gefängnis Kontakt geschlossen hatte. Udo hat sich ein neues Leben aufgebaut und wohnt mit Marlies Rambach und ihrer Tochter Anja zusammen. Marlies und er wollen heiraten, doch weiß sie nichts von Udos Vergangenheit. Udo steht in Nolles Schuld: Nach der Verurteilung Udos starb seine Mutter. Er hatte kein Geld für die Beerdigung, sodass Nolle für die Kosten aufkam. Nun will Nolle sein Geld wieder, – immerhin 2.000 Mark – doch hat Udo nur 500 Mark. Er versucht vergeblich, sich bei Marlies oder Dispatcher Karl Geld zu borgen. Nolle bietet ihm ein Geschäft an: Der bei der Firma Auto Trans Berlin tätige Kraftfahrer Udo soll für ihn Ware bei sowieso fälligen Touren „schwarz“ transportieren. Für jeden Transport erlässt Nolle ihm 100 Mark der Schulden. Ungern übernimmt Udo eine Tour, zumal Nolle ihm droht, Marlies seine Vergangenheit offenzulegen.
Marlies hätte die 2.000 Mark, um Udos Schulden zu begleichen, doch hat sie das Geld für ihre Tochter zurückgelegt und will es nicht anrühren. Als Nolle Udo eine Frist von 24 Stunden setzt, um das Geld zurückzuzahlen, versucht Udo ein letztes Mal mit Marlies zu reden, doch ist sie betrunken von einer Betriebsfeier nach Hause gekommen und vertröstet ihn. Am nächsten Tag stellt Marlies in der Schwimmhalle fest, dass ihr Scheckbuch und Ausweis fehlen. Sie zeigt den Diebstahl bei der Polizei an. Udo zahlt Nolle unterdessen seine Schulden zurück, doch dem geht es nicht ums Geld. Er will mit dem schweigsamen Udo einen großen Coup landen und eine Bank ausrauben. Erneut erpresst er Udo damit, alles Marlies zu erzählen. Udo kehrt nun zu Marlies heim, gesteht ihr, das Geld gestohlen zu haben und früher im Gefängnis gewesen zu sein. Anschließend geht Udo, und Marlies reagiert verzweifelt. Sie zeigt alles bei der Polizei an und eine Fahndung nach Udo wird eingeleitet. Auch nach Nolle suchen die Ermittler, können sie nun doch die Verbindung zum Transport der gestohlenen Waren herleiten: Nolle muss Udo zum Transport der gestohlenen Elektrogeräte gebracht haben.
Udos Lastwagen wird an der Ostsee gesichtet. Marlies fährt mit den Ermittlern hin und würde gerne alles rückgängig machen. An der Ostsee will Nolle mit Udos Hilfe eine Bank überfallen. Udo jedoch fährt im entscheidenden Moment nicht zur Bank, sondern will Nolle auf der nächsten Polizeiwache abgeben. In dem Moment wird der Lastwagen von den Ermittlern gestellt. Nolle wird festgenommen. Auch Udo muss die Ermittler begleiten, nachdem er und Marlies sich eine Zeitlang schweigend gegenübergestanden haben.

## Produktion
Der Schweigsame wurde vom 10. September bis 20. Dezember 1980 unter dem Arbeitstitel Späte Einsicht in Berlin, Born (Südstraße: Eisstand, Sparkasse), Ahrenshoop (Paul-Müller-Kaempff-Weg/Grenzweg), Wustrow (Hafen) sowie Rostock und Umgebung gedreht. Die Kostüme des Films schuf Ursula Rumler, die Filmbauten stammen von Christa Köppen. Der Film erlebte am 6. September 1981 im 1. Programm des Fernsehens der DDR seine Premiere. Die Zuschauerbeteiligung lag bei 47,4 Prozent.
Es war die 74. Folge der Filmreihe Polizeiruf 110. Oberleutnant Jürgen Hübner ermittelte in seinem 34. Fall und Oberleutnant Manfred Bergmann in seinem 3. Fall. „[Regisseur] Vogel spielt mit dem Plot vom unverbesserlichen Verbrecher, indem er ihn in eine Traditionslinie der Kriminalliteratur und des Filmkrimis hineinstellt“, schrieb die Kritik.